# Ben Bernie and All the Lads
Ben Bernie and All the Lads ist ein Musik-Kurzfilm, der ungefähr Ende 1924 oder 1925 von Lee De Forest produziert wurde. Der Geiger Ben Bernie und sein Orchester spielten u. a. den späteren Jazzstandard „Sweet Georgia Brown“. Der Film gilt als ein Vorläufer der Soundies.

## Hintergrund
Der Film Ben Bernie and All the Lads gilt als einer der frühen Versuche, Jazzmusik im neuen Medium Tonfilm zu dokumentieren. Interpretiert wurde der Jazztitel Sweet Georgia Brown, geschrieben von Ben Bernie, Maceo Pinkard und Kenneth Casey. Der Film enthielt auch das erste filmisch dokumentierte Saxophonsolo, dargeboten von Jack Pettis; Pianist war Oscar Levant.

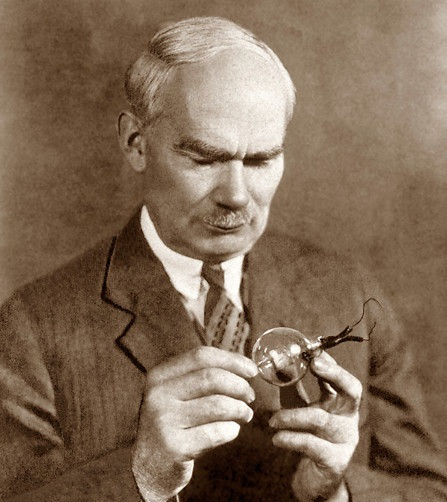
Lee De Forest

Der Film basiert auf den Experimenten der Ingenieure Orlando E. Kellum (1889–1942) und Lee De Forest, die Techniken der Bild-Ton-Kopplung im Film entwickelten und eine Reihe von Musikfilmen produzierten. Weitere frühe Musikfilme des Teams waren A Bit of Jazz (Orlando E. Kellum 1921, mit dem Banjospieler Fred Van Eps), Songs of Yesterday (Lee DeForest 1922, mit Abbie Mitchell’s New York Dixie Review) und Noble Sissle and Eubie Blake Sing Snappy Songs (1923).
Wenige Jahre vor dem Durchbruch des Mediums Musikfilm mit der Veröffentlichung des Warner Brothers/Vitaphone-Films The Jazz Singer (1927), begann der Musikfilm mit einer Reihe von Tonfilmen, die von De Forest produziert wurden und über Theater vermarktet wurden. Der Musikfilm Ben Bernie and All the Lads wurde von der De Forest Phonofilm Corporation produziert, die allerdings mit der Vermarktung des Films wenig kommerziellen Erfolg hatte.
Neben dem Fragment (2:42) von Sweet Georgia Brown wurden die weiteren Stücke, die 1925 entstanden sind, erst in späteren Jahren restauriert und veröffentlicht. Dies sind die Titel
- Ein Medley aus Songs u. a. von George Gershwin und Vincent Youmans, bestehend aus „Rose Marie“ (veröffentlicht 1924, von Otto Harbach, Oscar Hammerstein II und Rudolf Friml),„Oh, Lady Be Good!“ (1924, von George und Ira Gershwin), „Tell Her in the Springtime“ (1924, von Irving Berlin), „Rose Marie“ (reprise), „Indian Love Call“ (1924, Otto Harbach, Oscar Hammerstein II und Rudolf Friml), „Tea for Two“ (1924, Vincent Youmans, Irving Caesar) und „Fascinatin’ Rhythm“ (1924, George und Ira Gershwin).
- Craving (veröffentlicht 1925 und geschrieben von Ben Bernie, Philip Charig, Kenneth Casey und William Lewis),
- Titina (veröffentlicht unter dem Titel „Je cherche après Titine“, geschrieben von Elisha Ronn, Marcel Bertal, Louis Maubon, Leo Daniderff), ein Song, der in den französischen Music-Halls und Tanzcafés um die Jahrhundertwende gespielt wurde. 1936 fand der Song Verwendung im Charlie-Chaplin-Film Moderne Zeiten

Einige dieser Titel wurden Ende 1924/Anfang 1925 von Ben Bernie und seinem Orchester für Vocalion Records aufgenommen.

## Titelliste
1. Medley of Songs [0:00–3:59]
2. Craving [4:00–6:36]
3. Titina [6:37–9:18]
4. Sweet Georgia Brown [9:19–12:02]

## Restauration
Die Restaurierung des kompletten Musikfilms erfolgte durch Ray Pointer; der vollständige Film mit einer Länge von 12 Minuten wurde 2003 in der Kompilation First Sound of the Movies, Birth of the Talkies veröffentlicht.